# 宇津元伸弥
宇津元 伸弥（うつもと しんや、2000年3月29日 - ）は、宮崎県都城市（旧高城町）出身のプロサッカー選手。Jリーグ・大分トリニータ所属。登録ポジションはフォワード。

## 来歴
宮崎産業経営大学2年次に25得点11アシストで得点王とアシスト王を受賞、コロナ禍により後期のみの開催となった3年次にも10得点で2年連続得点王を受賞した。
2021年2月26日、大分トリニータより2022シーズンの加入内定及び2021シーズンの特別指定選手認定が発表された。5月5日、ルヴァンカップ・グループステージB組第5節の徳島ヴォルティス戦に後半途中から出場しJリーグデビューを飾った。
2023年2月19日の徳島ヴォルティスとのJ2開幕戦で後半21分に途中出場。1-1だった後半アディショナルタイム3分にプロ初ゴールとなる劇的な決勝弾を決めた。

## 所属クラブ
- 高城サッカースポーツ少年団（現高城SSS)
- 都城市立高城中学校
- 鵬翔高校
- 宮崎産業経営大学
  - 2021年 大分トリニータ（特別指定選手）
- 2022年 - 大分トリニータ

## 個人成績
| 国内大会個人成績 | 国内大会個人成績 | 国内大会個人成績 | 国内大会個人成績 | 国内大会個人成績 | 国内大会個人成績 | 国内大会個人成績 | 国内大会個人成績 | 国内大会個人成績 | 国内大会個人成績 | 国内大会個人成績 | 国内大会個人成績 |
| 年度             | クラブ           | 背番号           | リーグ           | リーグ戦         | リーグ戦         | リーグ杯         | リーグ杯         | オープン杯       | オープン杯       | 期間通算         | 期間通算         |
| 年度             | クラブ           | 背番号           | リーグ           | 出場             | 得点             | 出場             | 得点             | 出場             | 得点             | 出場             | 得点             |
| 日本             | 日本             | 日本             | 日本             | リーグ戦         | リーグ戦         | リーグ杯         | リーグ杯         | 天皇杯           | 天皇杯           | 期間通算         | 期間通算         |
| ---------------- | ---------------- | ---------------- | ---------------- | ---------------- | ---------------- | ---------------- | ---------------- | ---------------- | ---------------- | ---------------- | ---------------- |
| 2021             | 大分             | 45               | J1               | 0                | 0                | 1                | 0                | -                | -                | 1                | 0                |
| 2022             | 大分             | 29               | J2               | 12               | 0                | 5                | 0                | 2                | 1                | 19               | 1                |
| 2023             | 大分             | 29               | J2               | 17               | 2                | -                | -                | 0                | 0                | 17               | 2                |
| 2024             | 大分             | 29               | J2               | 32               | 0                | 1                | 0                | 2                | 0                | 35               | 0                |
| 2025             | 大分             | 29               | J2               |                  |                  |                  |                  |                  |                  |                  |                  |
| 通算             | 日本             | 日本             | J1               | 0                | 0                | 1                | 0                | 0                | 0                | 1                | 0                |
| 通算             | 日本             | 日本             | J2               | 61               | 2                | 6                | 0                | 4                | 1                | 71               | 3                |
| 総通算           | 総通算           | 総通算           | 総通算           | 61               | 2                | 7                | 0                | 4                | 1                | 72               | 3                |

- 2021年は特別指定選手として出場

出場歴
- 公式戦初出場 - 2021年5月5日 Jリーグカップ グループステージ第5節 徳島ヴォルティス戦（昭和電工ドーム大分）
- リーグ戦初出場 - 2022年3月6日 J2第3節 横浜FC戦（同上）
- リーグ戦初得点 - 2023年2月19日 J2第1節 徳島ヴォルティス戦（鳴門・大塚スポーツパーク ポカリスエットスタジアム）